# T Scuti
T Scuti är en pulserande variabel av halvregelbunden typ (SRB) i stjärnbilden Skölden.
Stjärnan har visuell magnitud +8,97 och varierar i amplitud med 0,49 magnituder och en period som uppskattas till 122 dygn.